# The Farm (telerrealidad)
The Farm (frecuentemente traducido como La granja en países de habla hispana) es un reality show creado por la productora sueca Strix, creadores también de Supervivientes (Survivor) y El bar. Este formato fue vendido a más de 40 países en todo el mundo, convirtiéndose en uno de los más populares programas de telerrealidad en el mundo. En algunos países, el formato es producido en asociación con Endemol.
Similar al formato de Gran hermano, The Farm agrupa a más de una decena de personas viviendo juntas en una granja, donde deben trabajar como un granjero normal, criando animales y cultivando sus alimentos. Los participantes son eliminados cada cierto tiempo, generalmente tras ser derrotado por un compañero en una ceremonia conocida como El duelo, en que pueden enfrentarse en competencias físicas o a través de votación telefónica.

## La granja en el mundo
- Última actualización: 12 de abril de 2025.

| País                                                                                      | Nombre local | Canal de TV | Ganadores | Presentadores |
| ----------------------------------------------------------------------------------------- | --- | --- | --- | --- |
| Albania                                                                                   | Ferma VIP Web Oficial | Vizion Plus Directo 24/7: Tring | 1.ª Edición, 2024: Dijonis Biba 2.ª Edición, 2025: En Emisión | Bes Kallaku (1.ª) Luana Vjollca (2.ª)                                                                                            |
| Alemania                                                                                  | Die Farm Web Oficial (No Activa) | RTL | 1.ª Edición, 2009: Markus Laurenz | Inka Bause (1.ª) |
| Benelux Bélgica Holanda                                                                   | De Farm Web Oficial en VTM (No Activa) Web Oficial en RTL (No Activa)                                                                             | VTM Yorin | 1.ª Edición, 2005: Matthijs Vegter | Evi Hanssen (1.ª) Gijs Staverman (1.ª)                                                                                           |
| Brasil                                                                                    | A Fazenda Web Oficial | Rede Record Directo 24/7: TVA (2ª) Telefônica TV Digital (2ª) Streaming + 24/7: R7 Play (3.ª-10.ª) PlayPlus (10.ª-17.ª)                                                                                   | 1.ª Edición, 2009: Dado Dolabella 2.ª Edición, 2009: Karina Bacchi 3.ª Edición, 2010: Daniel Bueno 4.ª Edición, 2011: Joana Machado 5.ª Edición, 2012: Viviane Araújo 6.ª Edición, 2013: Bárbara Evans 7.ª Edición, 2014: Diego Silveira, "DH Silveira" 8.ª Edición, 2015: Douglas Sampaio 9.ª Edición, 2017: Flávia Viana 10.ª Edición, 2018: Rafael Ilha 11.ª Edición, 2019: Lucas Viana 12.ª Edición, 2020: Jojo Maronttinni 13.ª Edición, 2021: Rico Melquiades 14.ª Edición, 2022: Bárbara Borges 15.ª Edición, 2023: Jaquelline Grohalski 16.ª Edición, 2024: Sacha Bali 17.ª Edición, 2025: Confirmada | Britto Junior (1.ª-7.ª) Roberto Justus (8.ª-9.ª) Marcos Mion (10.ª-12.ª) Adriane Galisteu (13.ª-16.ª)                            |
| Brasil                                                                                    | Fazenda de Verão Web Oficial | Rede Record Streaming + 24/7: R7 Play | 1.ª Edición, 2012-2013: Angelis Borges | Rodrigo Faro (1.ª) |
| Bulgaria                                                                                  | Фермата Web Oficial | bTV Streaming: Voyo (9.ª) | 1.ª Edición, 2015: Rhino Uzunov 2.ª Edición, 2016: Stoyan Spasov 3.ª Edición, 2017: Jani Andreev 4.ª Edición, 2018: Deyan Kamenov 5.ª Edición, 2019: Veselka Marinova 6.ª Edición, 2020: Vanya Ilieva 7.ª Edición, 2021: Zhivka Roleva 8.ª Edición, 2022: Veselka Marinova 9.ª Edición, 2023: Kostadin Velkov 10.ª Edición, 2025: Confirmada | Andrey Arnaudov (1.ª-9.ª) Ivan Hristov (1.ª-9.ª)                                                                                 |
| Chile                                                                                     | La Granja Web Oficial (No Activa) | Canal 13 | 1.ª Edición, 2005: Gonzalo Egas | Sergio Lagos (1.ª) |
| Chile                                                                                     | La Granja VIP Web Oficial (No Activa) | Canal 13 | 1.ª Edición, 2005: Javier Estrada | Sergio Lagos (1.ª) |
| Chile                                                                                     | Granjeras (Formato con mujeres) Web Oficial (No Activa)                                                                                           | Canal 13 | 1.ª Edición, 2005: Angélica Sepúlveda | Sergio Lagos (1.ª) Javier Estrada (1.ª) Catalina Pulido (1.ª)                                                                    |
| Colombia                                                                                  | La Granja Tolima Web Oficial (No Activa) | Caracol Televisión | 1.ª Edición, 2004: Alejandro Pineda 2.ª Edición, 2010: Benjamín Herrera | Alejandro Martínez (1.ª) Paula Jaramillo (1.ª) Natalia París (2.ª) Mauricio Vélez (2.ª)                                          |
| Croacia                                                                                   | Farma Web Oficial (No Activa) Web Oficial | Nova TV (1.ª-7.ª) RTL (8.ª) Streaming: Oyo (4.ª-6.ª) Nova Plus (7.ª) Internacional: Nova BH (Bosnia) (6.ª-7.ª) Nova M (Montenegro) (6.ª-7.ª)                                                              | 1.ª Edición, 2008: Rafael Dropulić 2.ª Edición, 2009: Mario Mlinarić 3.ª Edición, 2010: Kristijan Rahimovski, "Kiki" 4.ª Edición, 2015: Blaženka Slamar 5.ª Edición, 2016: Goran Kaleb 6.ª Edición, 2018: Saša Vujnović 7.ª Edición, 2020: Tomislav Pavlović 8.ª Edición, 2025: Confirmada | Mia Kovačić (1.ª-7.ª) Davor Dretar (1.ª, 3.ª, 6.ª-7.ª) Dražen Kocijan (2.ª) Nikolina Pišek (2.ª-3.ª) Dušan Bućan (4.ª-5.ª)       |
| Dinamarca                                                                                 | Farmen Web Oficial (No Activa) Archivado el 27 de septiembre de 2007 en Wayback Machine.                                                          | TV3 | 1.ª Edición, 2004: Thomas Graa 2.ª Edición, 2005: Natanya Sukkot | Sonny Rønne Pedersen (1.ª) Jakob Kjeldbjerg (2.ª)                                                                                |
| Eslovaquia                                                                                | Farma Web Oficial | Markíza TV | 1.ª Edición, 2011: Andrea Járová 2.ª Edición, 2012: Radomír Spireng 3.ª Edición, 2012: Mário Drobný 4.ª Edición, 2013: Pavol Styk 5.ª Edición, 2014: Lenka Švaralová 6.ª Edición, 2015: Tomáš Mayer 7.ª Edición, 2016: Tomáš Mrva 8.ª Edición, 2017: Miroslav Povec 9.ª Edición, 2017: Šimon Néma 10.ª Edición, 2018: Dominik Porubský 11.ª Edición, 2019: Gabriel Sedláček 12.ª Edición, 2020: Xénia Gregušová 13.ª Edición, 2021: Miroslav Debnár 14.ª Edición, 2022: Filip Jánoš 15.ª Edición, 2023: Lucia Gašparíková 16.ª Edición, 2024: Peter Janiga 17.ª Edición, 2025: Confirmada | Kveta Horváthová (1.ª-10.ª) Eva Kramerová, "Evelyn" (11.ª-13.ª) Marek Fašiang (14.ª-16.ª)                                        |
| Eslovenia                                                                                 | Kmetija Web Oficial en Pop TV Web Oficial en Planet TV (No Activa)                                                                                | Pop TV (1.ª-3.ª, 7.ª-14.ª) Planet TV (4.ª-6.ª) | 1.ª Edición, 2007: Daša Hliš 2.ª Edición, 2008: Cirila Jeršin 3.ª Edición, 2011: Matej Drečnik 4.ª Edición, 2014: Denis Toplak 5.ª Edición, 2015: Fahrudin Čaušević, "Faki" 6.ª Edición, 2016: Adriana Košenina 7.ª Edición, 2017: Milena Žižek 8.ª Edición, 2018: Franko Bajc 9.ª Edición, 2019: Jan Klobasa & Tilen Klobasa 10.ª Edición, 2021: Tilen Brglez 11.ª Edición, 2022: Tom Zupan 12.ª Edición, 2023: Žan Simonič 13.ª Edición, 2024: Tim Novak 14.ª Edición, 2025: Confirmada | Špela Močnik (1.ª-2.ª) Lili Žagar (3.ª) Saša Lendero (4.ª-5.ª) Jasna Kuljaj (6.ª) Natalija Bratkovič (7.ª-13.ª)                  |
| Eslovenia                                                                                 | Kmetija Slavinih | Pop TV | 1.ª Edición, 2009: Goran Breščanski | Anja Križnik Tomažin (1.ª) |
| España                                                                                    | La Granja Web Oficial (No Activa) | Antena 3 | 1.ª Edición, 2004: Loreto Valverde 2.ª Edición, 2005: Miguel Ángel Redondo | Terelu Campos (1.ª-2.ª) |
| España                                                                                    | Acorralados Web Oficial (No Activa) | Telecinco | 1.ª Edición, 2011: Nagore Robles | Jorge Javier Vázquez (1.ª) |
| España                                                                                    | Pesadilla en el Paraíso Web Oficial (No Activa) (enlace roto disponible en Internet Archive; véase el historial, la primera versión y la última). | Telecinco | 1.ª Edición, 2022: Víctor Janeiro 2.ª Edición, 2023: Borja Estrada | Lara Álvarez (1.ª) Carlos Sobera (1.ª-2.ª)                                                                                       |
| Finlandia                                                                                 | Farmi Web Oficial (No Activa) | Nelonen 4 | 1.ª Edición, 2014: Sanni Korva | Ellen Jokikunnas (1.ª) |
| Finlandia                                                                                 | Farmi Suomi Web Oficial | Nelonen 4 | 1.ª Edición, 2020: Noora Räty 2.ª Edición, 2021: Timo Lavikainen 3.ª Edición, 2022: Teemu Packalén 4.ª Edición, 2023: Sampo Kaulanen 5.ª Edición, 2024: Sami Jauhojärvi 6.ª Edición, 2024: Kirsikka Simberg 7.ª Edición, 2025: En Emisión | Juuso Mäkilähde (1.ª) Ellen Jokikunnas (2.ª) Susanna Laine (3.ª-7.ª)                                                             |
| Francia                                                                                   | La Ferme Célébrités Web Oficial (No Activa) | TF1 Directo 24/7: CanalSatellite (1.ª) TPS (1.ª) Internacional: Antenne Réunion (Reunión) (3.ª) | 1.ª Edición, 2004: Pascal Olmeta 2.ª Edición, 2005: Jordy Lemoine 3.ª Edición, 2010: Mickael Vendetta | Christophe Dechavanne (1.ª-2.ª) Patrice Carmouze (1.ª-2.ª) Benjamin Castaldi (3.ª) Jean-Pierre Foucault (3.ª)                    |
| Grecia                                                                                    | Η Φάρμα La Granja Web Oficial (No Activa) Web Oficial en ANT1 (No Activa) Web Oficial en Star                                                     | Mega Channel (1.ª-2.ª) ANT1 (3.ª-4.ª) Star (5.ª-7.ª) Internacional: ANT1 Europe (Europa) (3.ª-4.ª) ANT1 Pacific (Australia) (3.ª-4.ª) ANT1 Satellite (América) (3.ª-4.ª) Omega Channel (Chipre) (5.ª-7.ª) | 1.ª Edición, 2002: Eiríni Pipitsoúli 2.ª Edición, 2004: Giánnis Pyrgelís 3.ª Edición, 2021: Kóstas Nkrékas 4.ª Edición, 2021-2022: Neófytos Ilía 5.ª Edición, 2023: Ánna Poltzóglou 6.ª Edición, 2024: María Giannopoúlou 7.ª Edición, 2025: Confirmada | Grigóris Arnaoútoglou (1.ª) Ilía Valási (2.ª) Sákis Tanimanídis (3.ª-4.ª) Leonidas Koutsopoulos (5.ª-7.ª)                        |
| Grecia                                                                                    | Η Φάρμα των Επωνύμων | Mega Channel | 1.ª Edición, 2003: Státhis Angelópoulos | Grigóris Arnaoútoglou (1.ª) |
| Hungría                                                                                   | A Farm (1.ª) Farm (2.ª) Web Oficial | Viasat 3 (1.ª) RTL Klub (2.ª) | 1.ª Edición, 2002: Laci 2.ª Edición, 2016: Gábor Kiss | László M. Miksa (1.ª) Zé Fördős (2.ª) Anikó Nádai (2.ª)                                                                          |
| Hungría                                                                                   | Farm VIP Web Oficial | TV2 | 1.ª Edición, 2020: Zalán Novák 2.ª Edición, 2021: Holló Fehér 3.ª Edición, 2022: Norbert Schobert 4.ª Edición, 2023: Simon Szabó 5.ª Edición, 2025: En Emisión (Final: 16 de Abril) | Zsuzsa Demcsák (1.ª-5.ª) |
| Irlanda                                                                                   | Celebrity Farm Web Oficial (No Activa) | RTÉ One | 1.ª Edición, 2004: George McMahon | Mairead McGuinness (1.ª) |
| Italia                                                                                    | La Fattoria Web Oficial (No Activa) Archivado el 21 de septiembre de 2011 en Wayback Machine.                                                     | Italia 1 (1.ª) Canale 5 (2.ª-4.ª) Directo 24/7: Mediaset Premium (4.ª) | 1.ª Edición, 2004: Danny Quinn 2.ª Edición, 2005: Raffaello Tonon 3.ª Edición, 2006: Rosario Rannisi 4.ª Edición, 2009: Marco Baldini | Daria Bignardi (1.ª) Barbara D'Urso (2.ª-3.ª) Paola Perego (4.ª)                                                                 |
| Noruega                                                                                   | Farmen Web Oficial | TV 2 | 1.ª Edición, 2001: Gaute Grøtta Grav 2.ª Edición, 2003: Bjørn Tore Bekkeli 3.ª Edición, 2004: Snorre Rotbæk 4.ª Edición, 2007: Mikkel Isak Eira 5.ª Edición, 2008: Silje Hvarnes 6.ª Edición, 2010: Leif Birger Mækinen 7.ª Edición, 2011: Tommy Rodahl 8.ª Edición, 2012: Ingvild Skare Thygesen 9.ª Edición, 2013: Morten Heggdal 10.ª Edición, 2014: Magnhild Vik 11.ª Edición, 2015: Eilev Bjerkerud 12.ª Edición, 2016: Laila Lockert 13.ª Edición, 2017: Halvor Sveen 14.ª Edición, 2018: Tonje Frøystad Garvik 15.ª Edición, 2019: Erik Rotihaug 16.ª Edición, 2020: Per Gunvald Haugen 17.ª Edición, 2021: Daniel Godø 18.ª Edición, 2022: Henrik Eijsink 19.ª Edición, 2023: Anders Rydning 20.ª Edición, 2024: Heidi Lereng 21.ª Edición, 2025: Confirmada | Sarah Natasha Melbye (1.ª) Frithjof Wilborn (2.ª) Gaute Grøtta Grav (3.ª-15.ª) Mads Hansen (16.ª-17.ª) Niklas Baarli (18.ª-20.ª) |
| Noruega                                                                                   | Kjendis-Farmen Web Oficial | TV 2 | 1.ª Edición, 2017: Leif Einar Lothe 2.ª Edición, 2018: Pål Anders Ullevålseter 3.ª Edición, 2019: Tiril Sjåstad Christiansen 4.ª Edición, 2020: Erik Alfred Tesaker 5.ª Edición, 2021: Lasse Matberg 6.ª Edición, 2022: Isak Dreyer 7.ª Edición, 2023: Trond Moi 8.ª Edición, 2024: Sondre Nystrøm, "Sondrey" 9.ª Edición, 2025: Kjersti Grini | Gaute Grøtta Grav (1.ª-3.ª) Tiril Sjåstad Christiansen (4.ª-7.ª) Dorthe Skappel (8.ª)                                            |
| Oriente Medio Baréin Egipto Emiratos Árabes Unidos Jordania Kuwait Líbano Marruecos Túnez | Al-Wadi Web Oficial (No Activa) | LBC | 1.ª Edición, 2005: Meshari Alballan | Karen Derkaloustian (1.ª) |
| Países Bálticos Estonia Letonia Lituania                                                  | A Farm | TV3 | 1.ª Edición, 2003: Una | Valdo Kase (1.ª) Kiur Aarma (1.ª) Jaanus Nõgisto (1.ª) Jaanus Rohumaaga (1.ª)                                                    |
| Polonia                                                                                   | Farma Web Oficial | Polsat | 1.ª Edición, 2022: Kuba Wojnowski 2.ª Edición, 2023: Tomasz Wędzony 3.ª Edición, 2024: Angelika Kałużna 4.ª Edición, 2025: Bronisław Bandyk, "Bandi" 5.ª Edición, 2026: Confirmada | Marcelina Zawadzka (1.ª-4.ª) Ilona Krawczyńska (1.ª-4.ª)                                                                         |
| Portugal                                                                                  | Quinta Das Celebridades Web Oficial (No Activa) Archivado el 22 de febrero de 2008 en Wayback Machine.                                            | TVI Directo 24/7: TVI Eventos | 1.ª Edición, 2004: José Castelo Branco 2.ª Edición, 2005: Rute Marques | Júlia Pinheiro (1.ª-2.ª) |
| Portugal                                                                                  | A Quinta | TVI Directo 24/7: TVI Reality | 1.ª Edición, 2015: Kelly Medeiros | Teresa Guilherme (1.ª) |
| Portugal                                                                                  | A Quinta: O Desafio | TVI Directo 24/7: TVI Reality | 1.ª Edición, 2016: Luís Nascimento | Teresa Guilherme (1.ª) |
| Portugal                                                                                  | Era Uma Vez na Quinta | SIC | 1.ª Edición, 2024: Rita Caldeira | Andreia Rodrigues (1.ª) |
| Reino Unido                                                                               | The Farm Web Oficial (No Activa) Archivado el 29 de septiembre de 2007 en Wayback Machine.                                                        | Five | 1.ª Edición, 2004: Jeff Brazier 2.ª Edición, 2005: Keith Harris | Ed Hall (1.ª) Colin McAllister (2.ª) Justin Ryan (2.ª)                                                                           |
| República Checa                                                                           | Farma Web Oficial (No Activa) | Nova | 1.ª Edición, 2012: Michal Páleník | Tereza Pergnerová (1.ª) |
| República Dominicana                                                                      | La Finca Web Oficial (No Activa) | Antena Latina | 1.ª Edición, 2010: Aquiles Correa | Tania Báez (1.ª) |
| Rumanía                                                                                   | Ferma Vedetelor Web Oficial | Pro TV Streaming: Voyo | 1.ª Edición, 2015: George Vintilă 2.ª Edición, 2016: Paul Ipate 3.ª Edición, 2018: Tania Popa 4.ª Edición, 2019: Marius Crăciun 5.ª Edición, 2020: Augustin Viziru | Iulia Vântur (1.ª-2.ª) Monica Bârlădeanu (3.ª) Mihaela Rădulescu (4.ª-5.ª)                                                       |
| Serbia                                                                                    | Farma Web Oficial (No Activa) Archivado el 6 de octubre de 2018 en Wayback Machine.                                                               | Pink (1.ª-7.ª) Narodna TV (8.ª) Directo 24/7: Pink Reality (4.ª-8.ª) Internacional: Pink BH (Bosnia) Pink M (Montenegro)                                                                                  | 1.ª Edición, 2009: Milan Topalović, "Topalko" 2.ª Edición, 2010: Miloš Bojanić 3.ª Edición, 2010: Marijan Rističević 4.ª Edición, 2013: Sulejman Haljevac, "Memo" 5.ª Edición, 2013: Jelena Golubović 6.ª Edición, 2016: Stanija Dobrojević 7.ª Edición, 2024: Jelena Golubović 8.ª Edición, 2024-2025: En Emisión | Aleksandra Jeftanović (1.ª-6.ª) Ognjen Amidžić (1.ª-7.ª) Dušica Jakovljević (6.ª-7.ª)                                            |
| Suecia                                                                                    | Farmen Web Oficial | TV4 Streaming: TV4 Play (15.ª-18.ª) | 1.ª Edición, 2001: Benny Vibeg 2.ª Edición, 2002: Inger Andersson 3.ª Edición, 2003: Verónica Larsson 4.ª Edición, 2004: Pia Flodner 5.ª Edición, 2004: Christian Gergils 6.ª Edición, 2013: Erik Person 7.ª Edición, 2014: Maria Dahlberg 8.ª Edición, 2015: Örjan Selien 9.ª Edición, 2016: Fredrik Rosenkvist 10.ª Edición, 2017: Niklas Ravnestam 11.ª Edición, 2018: Stefan Eriksson 12.ª Edición, 2019: Tobias Möller 13.ª Edición, 2020: Sofie Hodén 14.ª Edición, 2021: Daniel Tholén 15.ª Edición, 2022: Cecilia Ahlborg 16.ª Edición, 2023: Nebil Davidsson 17.ª Edición, 2024: Levin Larsson 18.ª Edición, 2025: Mikael Andersson 19.ª Edición, 2026: Confirmada                                                                                          | Hans Fahlén (1.ª-2.ª) Linda Isacsson (3.ª-4.ª, 6.ª-7.ª) Filippa Lagerback (5.ª) Paolo Roberto (8.ª-13.ª) Anna Brolin (14.ª-18.ª) |
| Suecia                                                                                    | Farmen VIP Web Oficial | TV4 | 1.ª Edición, 2018: Glenn Hysén 2.ª Edición, 2019: Sigrid Bernson | Paolo Roberto (1.ª-2.ª) |
| Turquía                                                                                   | Ünlüler Çiftliği | ATV | 1.ª Edición, 2004: Ercan Alışık 2.ª Edición, 2004: Toprak Sergen 3.ª Edición, 2004: Desconocido | Seray Sever (1.ª-3.ª) |

- Nota: Las webs no activas podrás visualizarlas a través de la web de Wayback Machine.

     País que actualmente está emitiendo The Farm.
     País que planea emitir una nueva edición de The Farm.
     País que está negociando con la productora emitir una nueva edición de The Farm, aunque no sea oficial aún de que se llegue a emitir.
     País que no planea emitir una nueva edición de The Farm.

## Otras versiones
- Die Alm: Alemania.